# Edvard Bubnič
Edvard Bubnič, kulturni delavec, * 1. maj 1884, Slivje, † 29. november 1959, Ilirska Bistrica.
Do konca 1. svetovne vojne je bil uradnik na občini Materija. Po vojni se je zaposlil v očetovi gostilni v Slivnem. Kasneje je poskusil s svojo trgovinico z živili najprej na reški Kantridi, nato pa še v Ilirski Bistrici. Po 2. svetovni vojni je v Ilirski Bistrici odprl kavarno, v kateri so se zbirali bistriški izobraženci. Tok pogovorov in debat pa je največkrat dajal Bubnič. Njegovo obsežno poznavanje slovenske in nemške književnosti, znanje več tujih jezikov, enciklopedično poznavanje arheologije in umetnosti pa so bile podlaga za njegovo bogato kulturno dejavnost. Zbiral je vse od zgodovinskih in etnoloških predmetov s področja Brkinov, elemente ljudskih oblačil, star denar in dokumente zgodovinske vrednosti. Obsežna je bila tudi njegova prirodoslovna zbirka in knjižnica. Iskal je prve izdaje Valvasorja, slovenskih pesnikov in pisateljev, svetovnih enciklopedij in leksikonov.